# Halchidhoma
Die Halchidhoma waren Indianer des Südwestens der USA und gehörten zur Gruppe der Fluss-Yuma – mit deren anderen Vertretern sie einst entlang des Colorado River lebten.
Heute bezeichnen sich viele im Englischen als Maricopa of Lehi, da sie ca. 1825 vor den feindlichen Quechan und Mohave zu den Maricopa (Piipaash oder Pee-Posh – ‘Menschen’ oder ‘Volk’) am Gila River flüchteten und sich diesen anschlossen – sie konnten jedoch ihre eigene Identität bewahren und bezeichnen sich daher als Xalychidom Piipaa oder Xalychidom Piipaash (‘People who live toward the water’ – ‘Volk, das am Wasser lebt, d. h. entlang des Flusses’).
Ihre Sprache, das Xalychidoma chuukwer (meist als Halchidhoma bezeichnet) als auch das Piipaash chuukwer, die Sprache der Maricopa, zählen zum Zweig der Fluss-Yuma-Sprachen, die zur Hokan-Sprachfamilie gehören, und weist die größten linguistischen Ähnlichkeiten mit Hamakhav, der Sprache der Mohave auf.

## Wohngebiet
Ihr Wohngebiet lag am unteren Colorado River in Arizona, etwa in dem Gebiet, wo der Gila River in den Colorado mündet. Ihre nördlichen Nachbarn am Fluss waren die Mohave, während im Süden die Quechan und die Maricopa lebten, mit denen sie eng verwandt waren.

## Geschichte
Die Halchidhoma wurden wahrscheinlich erstmals 1540 von Hernando de Alarcón aufgesucht, obwohl er sie nicht in seinem Bericht erwähnt. In den Jahren 1604 und 1605 besuchte sie Juan de Oñate. Sie bewohnten in dieser Zeit acht Dörfer am Colorado, unterhalb der Einmündung des Gila Rivers. Pater Eusebio Kino kam 1701 und 1702 zu ihnen, als sie am Gila River lebten. Als Pater Francisco Garcés sie 1776 besuchte, bewohnten sie Rancherias, die sich auf beiden Seiten des Colorado, etwa 50 km oberhalb und unterhalb von Williams Fork, erstreckten.
Die verschiedenen Stämme im Südwesten waren bereits in vorspanischer Zeit in verschiedene lose Verteidigungs- und Stammesbündnisse organisiert – besonders um sich gegen die als furchtlose Krieger bekannten Fluss-Yuma und Apache behaupten zu können.
So hatten sich die verschiedenen O’Odham-Gruppen gegen die feindlichen, zu den Fluss-Yuma zählenden Mohave, Quechan und Cocopa und gegen die Westliche Apache, Chiricahua Apache sowie deren Verbündeten, den Yavapai, einer Gruppe der Hochland-Yuma organisiert.
Als die Spanier mit ihrer besseren Organisation, größeren Ressourcen sowie besseren Waffen, den O’Odham Schutz gegen ihre Feinde boten, verbündeten sich diese mit den Weißen in einer großen indianisch-spanischen Allianz, zusammen mit den Opata, Pima Bajo (Untere Pima), Tepehuan, Pueblo, Ute und sogar den kriegerischen Comanchen gegen die Apache und deren Verbündete.
Es ist bekannt, dass die Kriege zwischen den Fluss-Yuma allgemein hoch ritualisiert, hart und grausam geführt wurden – und bald konnten die schwächeren Gruppen dem Druck der Quechan und Mohave nicht mehr standhalten – so dass die Maricopa entlang des Gila Rivers nach Westen zu den Akimel O’Odham flohen.
Die Halchidhoma zogen zunächst weiter nach Norden, den Colorado River hinauf, wurden aber von den Mohave schon bald wieder nach Süden vertrieben und fanden schließlich im 19. Jahrhundert mit anderen befreundeten Fluss-Yuma-Stämmen – den Kohuana, Halyikwamai und Kavelchadom – zusammen Zuflucht bei den Maricopa am Gila River. Mit ihnen vereinigten sie sich in der Folge und wurden zukünftig von Außenstehenden nur noch als „Maricopa“ bezeichnet. Sie verbündeten sich mit den Pima zum Schutz gegen ihre gemeinsamen Feinde. Im Jahre 1857 wurde der lange andauernde Konflikt zwischen den Stämmen schließlich durch eine entscheidende Niederlage der Quechan gegen die Pima und Maricopa beendet.

## Lebensweise
Ihre Lebensweise glich weitgehend der der anderen Fluss-Yuma, besonders aber den Maricopa. Nachdem das letzte Hochwasser im Frühling abgeflossen war, zogen die Familien hinaus, um Mais, Bohnen, Squash und Getreide in den Rissen des trocknenden Schlamms zu pflanzen oder zu säen. Wilde Pflanzen, besonders Mesquiten-Bohnen, und Fisch ergänzten ihren Nahrungsbedarf.

## Demografie
James Mooney schätzte ihre Bevölkerungszahl im Jahr 1680 auf 3.000, doch diese Zahl basiert nachweislich auf Garcés Bericht von 1776, der 2.500 Stammesmitglieder angibt. Alfred L. Kroeber hielt diese Zahlen für zu hoch und schätzte für das Jahr 1770 nur 1.000 Angehörige.

## Heutige Situation
Die Salt River Pima-Maricopa Indian Community (SRPMIC) bewohnen die Onk Akimel O’Odham (auch On'k Akimel Au-Authm – ‘Volk, das entlang des Salt River lebt’, einer Untergruppe der Akimel O’Odham), die Tohono O’Odham, die Maricopa of Lehi (Xalychidom Piipaash, Nachfahren der Halchidhoma) sowie einige Keli Akimel O’Odham (auch Keli Akimel Au-Authm – ‘Volk, das entlang des Gila River lebt’, einer Untergruppe der Akimel O’Odham).